# Genkō-Krieg
Kasagi – Akasaka – Chihaya – Kōzuke-Musashi – Kotesashi – Kumegawa – Bubaigawara – Kamakura
Der Genkō-Krieg (jap. 元弘の乱, Genkō no ran), auch bekannt als Genkō-Zwischenfall (jap. 元弘の変, Genkō no Hen) war ein Bürgerkrieg in Japan, der von 1331 bis 1333 dauerte. Dabei gelang es den Truppen des Tennō Go-Daigo, das Kamakura-Shōgunat zu besiegen, was zur vorübergehenden Kemmu-Restauration führte.
Das Substantiv Genkō bezieht sich auf ein Nengō in der japanischen Zeitrechnung. Es kommt nach Gentoku und vor Kenmu. Somit fand der Genkō-Krieg während der Genkō-Ära statt, die den Zeitraum von August 1331 bis Januar 1334 umfasst.

## Ursache
Go-Daigo hatte 1318 als Kaiser (Tennō) den Thron bestiegen und strebte danach, das Kamakura-Shōgunat, das in Kamakura seit dem Gempei-Krieg von 1185 de facto eine Militärregierung bildete, zu verdrängen und die uneingeschränkte Herrschaft des Kaiserhauses in Kyōto wiederherzustellen. Das Shōgunat wurde indirekt vom Hōjō-Clan als Shikken (Regenten des Shōgun) regiert. Es wollte den Kaiser aktiv daran hindern, seine Macht wiederzuerlangen.

## Erster Aufstand
1331 plante Go-Daigo, die Macht mit Gewalt an sich zu reißen und das Kamakura-Shogunat zu stürzen, indem er seine Vasallen und andere Anti-Hōjō-Samurai zum Aufstand ermutigte. Go-Daigo wurde jedoch verraten, als sein Berater Fujiwara Sadafusa das Shōgunat alarmierte. Dieses entsandte Truppen nach Kyōto, um den Aufstand niederzuschlagen. Go-Daigo floh mit den Throninsignien Japans und suchte Zuflucht in einem abgelegenen Kloster auf dem heiligen Berg Kasagi, hoch über dem Fluss Kizu. Es gelang ihm, von dort zu entkommen, als das Kloster bei der Belagerung des Kasagi von Kamakura-Truppen angegriffen wurde, geriet aber bald in Gefangenschaft. Die Hōjō verbannten ihn daraufhin auf die Oki-Inseln und inthronisierten Kōgon, den ersten Kaiser des „nördlichen Hofes“, womit sie den Grundstein für die kommende Namboku-chō-Periode legten. Go-Daigos Sohn Moriyoshi setzte den Kampf gegen das Kamakura-Shōgunat fort und führte die Unterstützer seines Vaters an der Seite von Kusunoki Masashige an.

## Zweiter Aufstand
1333 entkam Go-Daigo zwei Jahre nach seinem Exil mit Hilfe von Nawa Nagatoshi und seiner Familie von den Oki-Inseln. Auf dem Berg Funagami in der Provinz Hōki (in der modernen Stadt Kotoura in der Präfektur Tottori) stellte er eine neue kaiserliche Armee auf. Währenddessen wurde Ashikaga Takauji, der Heerführer der Hōjō, nach Westen entsandt, um gegen den zweiten Aufstand von Go-Daigo zu kämpfen. Aus unbekannten Gründen lief er jedoch kurz vor der Ankunft in Kyōto zur kaiserlichen Armee über und begann, gegen die Hōjō zu kämpfen. Der Grund für Takaujis Überlaufen ist unbekannt, es wird jedoch vermutet, dass er wegen seiner inoffiziellen Führung des Minamoto-Clans, dem Sieger des Genpei-Krieges und Erzrivalen des ehemaligen Taira-Clans, dem die Hōjō angehört hatten, übergelaufen ist. Darüber hinaus hoffte Takauji möglicherweise darauf, von Go-Daigo nach der Rückkehr zur Macht zum Shōgun ernannt zu werden.
Die kaiserliche Armee hob die Belagerung von Chihaya auf, und der kaiserliche General Nitta Yoshisada errang im Mai während der Kōzuke-Musashi-Feldzugs eine Reihe von Siegen. Neben der Belagerung von Chihaya waren dies unter anderem die Schlacht von Kotesashi, die Schlacht von Kumegawa und die Schlacht von Bubaigawara. Das Kamakura-Shōgunat wurde schließlich Anfang Juli bei der Belagerung von Kamakura besiegt, als kaiserliche Truppen in die zerstörte Stadt eindrangen und die Hōjō Seppuku begingen.

## Folgen
Go-Daigo kehrte triumphierend nach Kyōto zurück und beanspruchte die Macht in der so genannten Kemmu-Restauration für sich. Seine Herrschaft dauerte nur drei Jahre, da seine Anhänger bald desillusioniert waren und die meisten Errungenschaften des Genkō-Krieges zunichtegemacht wurden. Viele Samurai, die für Go-Daigo gekämpft hatten, waren mit ihrer Belohnung unzufrieden, und sein Streben nach der Festigung der kaiserlichen Macht führte zu ihrem späteren Ausschluss aus den politischen Angelegenheiten, die sie unter dem Shōgunat maßgeblich beeinflusst hatten. Die einfache Bevölkerung war ähnlich unzufrieden, da Go-Daigo die Probleme, um deren Lösung sie ihn gebeten hatte, nicht angegangen war. Im Jahr 1336 ernannte sich Ashikaga Takauji zum Shōgun und riss die Macht von Kaiser Go-Daigo an sich. Er begründete das Ashikaga-Shogunat auf der Grundlage des Kamakura-Systems, was den Beginn der Namboku-chō-Periode markierte.
Die Geschichte des Go-Daigo und des Genkō-Krieg bis zur Errichtung des nördlichen und südlichen Kaiserhofs (Namboku-chō) sind detailliert in dem vierzigbändigen Epos Taiheiki beschrieben.